# Tweede Kamerverkiezingen 1905

Overzicht naar district

De Tweede Kamerverkiezingen 1905 waren algemene Nederlandse verkiezingen voor de Tweede Kamer der Staten-Generaal. Zij vonden plaats op 16 juni 1905.
De verkiezingen werden gehouden als gevolg van de afloop van de zittingstermijn van de Tweede Kamer die gekozen was bij de verkiezingen van 1901. 
Nederland was verdeeld in 100 kiesdistricten; in elk kiesdistrict werd één lid van de Tweede Kamer gekozen. Om gekozen te worden moest een kandidaat de absolute meerderheid van de in een kiesdistrict uitgebrachte geldige stemmen behalen. In 40 kiesdistricten was een tweede verkiezingsronde benodigd vanwege het niet-behalen van de absolute meerderheid door een van de kandidaten; voor deze tweede ronde plaatsten zich de twee hoogstgeëindigde kandidaten uit de eerste ronde. De tweede ronde vond plaats op 28 juni 1905.

## Uitslag

### Opkomst
|                  | 1901    | 1901      | 1905    | 1905  |
| # stemmen        | %       | # stemmen | %       |       |
| ---------------- | ------- | --------- | ------- | ----- |
| Kiesgerechtigden | 609.493 |           | 750.507 |       |
| Niet opgekomen   | 212.766 | 34,91     | 159.049 | 21,19 |
| Opkomst          | 396.727 | 65,09     | 591.458 | 78,81 |

### Verkiezingsuitslag
| partij                                | 1901   | 1905   | +/− |
| partij                                | zetels | zetels | +/− |
| ------------------------------------- | ------ | ------ | --- |
| Algemeene Bond                        | 25/24  | 25     | +1  |
| Liberale Unie                         | 18/17  | 24     | +7  |
| Anti-Revolutionaire Partij            | 22/21  | 15     | −6  |
| Vrijzinnig-Democratische Bond         | 9      | 11     | +2  |
| vrije liberalen                       | 8      | 10     | +2  |
|                                       |        |        |     |
| Vrij-Antirevolutionaire Partij        | 7      |        |     |
| Christelijk-Historische Kiezersbond   | 1      |        |     |
| Christelijk-Historische Partij        | -      | 7      |     |
| subtotaal                             | 8      | 7      | −1  |
|                                       |        |        |     |
| Sociaal-Democratische Arbeiderspartij | 6/7    | 6      | −1  |
| Friese Bond                           | 1      | 1      | 0   |
| vrije socialist                       | 1      | 1      | 0   |
| groep-Staalman                        | 1      | 0      | −1  |
| onafhankelijk a.r.                    | 1      | 0      | −1  |
| vacatures                             | −/2    | 0      | −2  |
| totaal                                | 100    | 100    | 0   |

### Gekozen leden
Bij deze verkiezingen werden 75 leden herkozen; drie leden aanvaardden hun benoeming niet vanwege hun toetreding tot het na de verkiezingen gevormde kabinet-De Meester. Dertien leden hadden aangegeven niet herkiesbaar te zijn, terwijl tien aftredende leden verslagen werden.
Onderstaand volgen enkele bijzonderheden:
- in het kiesdistrict Amsterdam II versloeg Cornelis Lely (53,8%, LU) het aftredende lid Johannes de Visser (46,2%, CHP);

- in het kiesdistrict Amsterdam IV werd Jan IJzerman (LU) gekozen in de vacature ontstaan door het aftreden van Jacob Cremer (LU) die had aangegeven niet herkiesbaar te zijn;

- in het kiesdistrict Amsterdam VI werd Willem de Beaufort (vrije liberalen) gekozen in de vacature ontstaan door het aftreden van Cornelis den Tex (LU) die had aangegeven niet herkiesbaar te zijn;

- in het kiesdistrict Amsterdam VII versloeg Cornelis Blooker (51,6%, vrije liberalen) het aftredende lid Theo Heemskerk (48,4%, ARP)[8];

- in het kiesdistrict Amsterdam IX versloeg Coen van Deventer (64,8%, VDB) het aftredende lid Hendrik Bijleveld (35,2%, ARP);

- in het kiesdistrict Arnhem was in eerste instantie Pieter Rink (LU) herkozen. Hij besloot echter zijn kandidatuur niet te aanvaarden vanwege zijn benoeming als bewindspersoon in het kabinet-De Meester. Om in de ontstane vacature te voorzien werd in Arnhem een naverkiezing gehouden waarbij Kornelis Eland (LU) gekozen werd;

- in het kiesdistrict Den Helder versloeg in eerste instantie Carel Gerritsen (51,0%, VDB) het aftredende lid Andries Staalman (37,3%, groep-Staalman). Hij overleed echter op 5 juli 1905 voordat de nieuwe zittingstermijn van de Tweede Kamer was begonnen. Om in de ontstane vacature te voorzien werd in Den Helder een naverkiezing gehouden waarbij Staalman (46,2%) wederom verslagen werd, nu door Zadok van den Bergh (53,8%, VDB);

- in het kiesdistrict Druten werd Theodorus Duynstee (AB) gekozen in de vacature ontstaan door het overlijden van Jacobus Travaglino (AB) in de vorige zittingsperiode;

- in het kiesdistrict Enkhuizen versloeg Hendrik Goeman Borgesius (50,5%, LU) het aftredende lid Nanne Sluis (49,5%, ARP);

- in het kiesdistrict Franeker versloeg Pieter Tak (31,5%, SDAP) het aftredende lid Franciscus Lieftinck (26,6%, LU);

- in het kiesdistrict Gorinchem werd Nicolaas Pierson (LU) gekozen in de vacature ontstaan door het aftreden van Hendrik Seret (ARP) die had aangegeven niet herkiesbaar te zijn;

- in het kiesdistrict Gouda versloeg Willem van Doorn (51,5%, LU) het aftredende lid Simon de Vries (48,5%, ARP);

- in het kiesdistrict Grave werd Dionysius Koolen (AB) gekozen in de vacature ontstaan door het aftreden van Wilhelmus Friesen (AB) die had aangegeven niet herkiesbaar te zijn;

- in het kiesdistrict 's-Gravenhage I versloeg Joseph Limburg (56,7%, VDB) het aftredende lid Johannes Krap (43,3%, ARP);

- in het kiesdistrict 's-Gravenhage III werd Joannes Jansen (LU) gekozen in de vacature ontstaan door het aftreden van Jacobus Pijnacker Hordijk (VDB) die had aangegeven niet herkiesbaar te zijn;

- in het kiesdistrict Gulpen werd Charles Ruijs de Beerenbrouck (AB) gekozen in de vacature ontstaan door het aftreden van Joseph Merckelbach (AB) die had aangegeven niet herkiesbaar te zijn;

- in het kiesdistrict Helmond werd Robert Regout (AB) gekozen in de vacature ontstaan door het aftreden van Karel Raymakers (AB) die had aangegeven niet herkiesbaar te zijn;

- in het kiesdistrict Kampen werd Klaas Reyne (LU) gekozen in de vacature ontstaan door het aftreden van Æneas Mackay (onafhankelijk a.r.) die had aangegeven niet herkiesbaar te zijn;

- in het kiesdistrict Leeuwarden werd Lodewijk Thomson (LU) gekozen in de vacature ontstaan door het aftreden van Gerrit Melchers (SDAP) die had aangegeven niet herkiesbaar te zijn;

- in het kiesdistrict Lochem versloeg Gerrit Jannink (35,1%, LU) het aftredende lid Willem Helsdingen (27,1%, SDAP);

- in het kiesdistrict Rotterdam I was in eerste instantie Dirk Fock (LU) herkozen. Hij besloot echter zijn kandidatuur niet te aanvaarden vanwege zijn benoeming als bewindspersoon in het kabinet-De Meester. Om in de ontstane vacature te voorzien werd in Rotterdam I een naverkiezing gehouden waarbij Samuel van den Bergh (LU) gekozen werd;

- in het kiesdistrict Rotterdam IV werd Antoine Plate (vrije liberalen) gekozen in de vacature ontstaan door het aftreden van Rudolf Mees (vrije liberalen) die had aangegeven niet herkiesbaar te zijn;

- in het kiesdistrict Rotterdam V was in eerste instantie Eduard van Raalte (VDB) herkozen. Hij besloot echter zijn kandidatuur niet te aanvaarden vanwege zijn benoeming als bewindspersoon in het kabinet-De Meester. Om in de ontstane vacature te voorzien werd in Rotterdam V een naverkiezing gehouden waarbij Bartel Wilton gekozen werd. Wilton besloot echter zijn kandidatuur niet te aanvaarden. Om in de ontstane vacature te voorzien werd een tweede naverkiezing gehouden waarbij Pieter Mees (VDB) gekozen werd;

- in het kiesdistrict Sliedrecht werd Theo Heemskerk (ARP) gekozen in de vacature ontstaan door het aftreden van Alexander van Löben Sels (ARP) die had aangegeven niet herkiesbaar te zijn[9][10];

- in het kiesdistrict Steenwijk werd Lodewijk Duymaer van Twist (ARP) gekozen in de vacature ontstaan door zijn eigen aftreden in de vorige zittingsperiode;

- in het kiesdistrict Waalwijk werd Jan Loeff (AB) gekozen in de vacature ontstaan door het aftreden van Willem Mutsaers (AB) die had aangegeven niet herkiesbaar te zijn;

- in het kiesdistrict Zevenbergen werd Adrianus van Vuuren (AB) gekozen in de vacature ontstaan door het aftreden van Emile van der Kun (AB) die had aangegeven niet herkiesbaar te zijn;

- in het kiesdistrict Zierikzee versloeg Rudolf Patijn (52,9%, LU) het aftredende lid Jozef Pompe van Meerdervoort (47,1%, ARP);

- in het kiesdistrict Zutphen was in eerste instantie Hendrik Goeman Borgesius (LU) herkozen. Hij was echter tevens gekozen in het kiesdistrict Enkhuizen waaraan hij de voorkeur gaf.[10] Om in de ontstane vacature te voorzien werd in Zutphen een naverkiezing gehouden waarbij Franciscus Lieftinck (LU) gekozen werd.

De zittingsperiode van de Tweede Kamer ging in op 19 september 1905 en eindigde op 20 september 1909. De zittingstermijn van Tweede Kamerleden bedroeg vier jaar.

## Formatie
De niet-confessionele partijen hadden bij de verkiezingen de meerderheid behaald. Hendrik Goeman Borgesius formeerde het kabinet-De Meester waarin Liberale Unie en Vrijzinnig-Democratische Bond vertegenwoordigd waren. Het kabinet kreeg gedoogsteun van de Vrije Liberalen en de Sociaal-Democratische Arbeiderspartij.  